# Басейн потопельників
Басейн потопельників (англ. The Drowning Pool) — американський детектив 1975 року.

## Сюжет
Айріс Деверо, дружина багатого нафтового магната з Луїзіани, наймає приватного детектива Лью Гарпера після отримання листа з погрозами. Невідомий вимагач загрожує розповісти чоловікові Айріс про її таємних романах. Сама Деверо стверджує, що все це було в минулому. Справа ускладнюється, коли теща Айріс, Олівія була знайдена вбитою. Зрештою, лист призводить Гарпера до іншого нафтового барона — Кілборна, і до Шайлер — молодої дочки Айріс.

## У ролях
| Актор               | Роль                  |
| ------------------- | --------------------- |
| Пол Ньюман          | Лью Гарпер            |
| Джоенн Вудворд      | Айріс Деверо          |
| Ентоні Франчоза     | шеф Брассард          |
| Мюррей Гамільтон    | Кілборн               |
| Гейл Стрікленд      | Мевіс Кілборн         |
| Мелані Гріффіт      | Шайлер Деверо         |
| Лінда Хейнс         | Гретхен               |
| Річард Джекел       | лейтенант Френкс      |
| Пол Косло           | Кенді                 |
| Джо Канутт          | Гло                   |
| Ендрю Робінсон      | Пет Рейвіс            |
| Корел Браун         | Олівія Деверо         |
| Річард Дерр         | Джеймс Деверо         |
| Хелена Калліаніотес | Елейн Рейвіс          |
| Лі Френч            | Руді                  |
| Пітер Десінгер      | Пітер                 |
| Джеймс Фонтенот     | Бармен                |
| Томмі МакЛейн       | група у нічному клубі |
| Мартін Аренс        | Cajun Heavy 1         |
| Філіп Бленет        | Cajun Heavy 2         |
| Джером Грін         | Батлер                |
| Сесіл Елліотт       | оператор мотелю       |